# Ivan Martin Jirous
Ivan Martin Jirous est un poète tchèque né à Humpolec le 23 septembre 1944 et mort à Prague le 10 novembre 2011 .

## Biographie
Poète, il est surtout connu comme directeur artistique du groupe de rock psychédélique tchèque The Plastic People of the Universe puis comme l'un des organisateurs de l'Underground tchèque durant le régime communiste. Il est également connu sous le pseudonyme de Magor, qui peut être traduit approximativement comme le « maboul » ou le « toqué » est censé être dérivé de « fantasmagorie », l'auteur de ce surnom étant le poète expérimental Eugen Brikcius.
Sa femme, Vera Jirousová, a écrit un bon nombre des paroles des chansons du Plastic People.
Il a une formation d'historien de l'art, mais n'a jamais pu travailler en tant que tel sous le régime communiste de la Tchécoslovaquie. Il travaille au sein de la dissidence sur le concept de « cité parallèle », ou « seconde culture ». Magor croit que le simple fait de s'exprimer à travers l'art peut finir par miner le système totalitaire.
Il est incarcéré à cinq reprises entre 1973 et 1989 en raison de ses activités politiques.
Il est ami avec Václav Havel et est mentionné plusieurs fois dans Les Lettres à Olga de ce dernier. Lors de la Révolution de velours de novembre 1989, la libération immédiate d'Ivan Martin Jirous est l'une des premières revendications de Václav Havel.
Ses œuvres ne sont pas traduites en français.
Il meurt le 9 novembre 2011 d'une hémorragie interne. Un millier de personnes assistent à son enterrement à Kostelní Vydří.

## Autres sources
- (en) Cet article est partiellement ou en totalité issu de l’article de Wikipédia en anglais intitulé « Ivan Martin Jirous » (voir la liste des auteurs).